# Mitrapsylla unga
Mitrapsylla unga är en insektsart som först beskrevs av Caldwell 1942.  Mitrapsylla unga ingår i släktet Mitrapsylla och familjen rundbladloppor. Inga underarter finns listade i Catalogue of Life.